# Митино (Ельнинский район)
Ми́тино   — упразднённая деревня в Ельнинском районе Смоленской области России. Входила в состав Рождественского сельского поселения. Исключена из учётных данных в 2009 г. По состоянию на  2007 год постоянного населения не имеет .  Расположена в юго-восточной части области  в 8 км к северо-западу от города Ельня, в 5 км западнее автодороги  Р137 Сафоново — Рославль. В 7 км к югу от деревни железнодорожная станция Нежода на линии Смоленск  - Сухиничи.

## История
В годы Великой Отечественной войны деревня была местом ожесточённых боёв и дважды была оккупирована гитлеровскими войсками. 1-й раз в июле 1941 года (освобождена в ходе Ельнинской операции), 2-й раз в октябре 1941 года (освобождена в ходе Ельнинско-Дорогобужской операции в 1943 году).  Была освобождена 68-й армией. 

## Экономика
2 фермерских хозяйства .